# Xanthodura trucidata
Xanthodura trucidata là một loài bướm đêm trong họ Geometridae.